# (2206) Gabrova
(2206) Gabrova est un astéroïde de la ceinture principale.

## Description
(2206) Gabrova est un astéroïde de la ceinture principale. Il fut découvert le 1er avril 1976 à Naoutchnyï par Nikolaï Tchernykh. Il présente une orbite caractérisée par un demi-grand axe de 3,01 UA, une excentricité de 0,05 et une inclinaison de 10,9° par rapport à l'écliptique.

## Compléments